# جيل داي
جيل داي (بالإنجليزية: Jill Day)‏ هي مغنية بريطانية، ولدت في 5 ديسمبر 1930 في برايتون في المملكة المتحدة، وتوفيت في 16 نوفمبر 1990.

## وصلات خارجية
- جيل داي على موقع IMDb (الإنجليزية)
- جيل داي على موقع قاعدة بيانات الفيلم (الإنجليزية)